# Jack le chasseur de géants
Pour les articles homonymes, voir Jack le tueur de géants (homonymie).
Pour plus de détails, voir Fiche technique et Distribution.
Jack le chasseur de géants (Jack the Giant Slayer) est un film d'aventures de fantasy américain réalisé par Bryan Singer et sorti en 2013. C'est l'adaptation des contes populaires anglais Jack le tueur de géants et Jack et le Haricot magique.
Le film reçoit des critiques partagées et est un cuisant échec commercial, ne couvrant pas les dépenses engendrées par le film.

## Synopsis
À une époque médiévale, Jack est un jeune fermier vivant dans le royaume de Cloister. Un jour, il entrouvre les portes d'un monde qu'il croyait appartenir aux contes de son enfance. En aidant un moine qui fuyait, il entre en possession de haricots magiques et se retrouve à combattre des géants pour sauver une princesse.

## Fiche technique
- Titre original : Jack the Giant Slayer
- Titre français : Jack le chasseur de géants
- Réalisation : Bryan Singer
- Scénario : Christopher McQuarrie, Mark Bomback et Darren Lemke, d'après les contes populaires Jack le tueur de géants et Jack et le Haricot magique
- Musique : John Ottman
- Direction artistique : Peter Russell et Gary Tomkins
- Décors : Gavin Bocquet
- Costumes : Joanna Johnston
- Photographie : Newton Thomas Sigel
- Montage : Bob Ducsay et John Ottman
- Production : David Dobkin, Patrick McCormick et Neal H. Moritz
- Sociétés de production : Legendary Pictures, New Line Cinema, Original Film et Warner Bros. Pictures et Bad Hat Harry Productions
- Société de distribution : Warner Bros. Pictures
- Budget : 195 000 000 USD[1]
- Pays de production :  États-Unis
- Langue originale : anglais
- Format : couleur 3D - caméra Red Epic - 35 mm - 2,35:1 – son  Dolby Digital[2]
- Genre : aventures, fantastique
- Durée : 113 minutes
- Dates de sortie :
  - États-Unis : 1er mars 2013[3]
  - France : 27 mars 2013[3]

## Distribution
- Nicholas Hoult (VF : Emmanuel Garijo ; VQ : Xavier Dolan) : Jack
- Eleanor Tomlinson (VF : Émilie Alexandre ; VQ : Kim Jalabert) : la princesse Isabella
- Ewan McGregor (VF : Bruno Choël ; VQ : François Godin) : Elmont

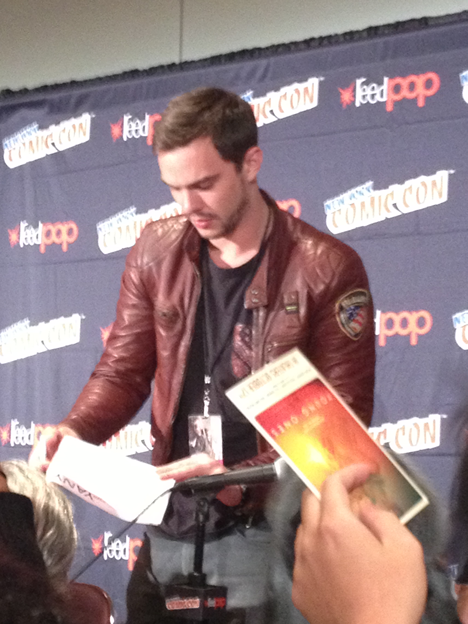
L'acteur principal Nicholas Hoult, ici au New York Comic-Con 2014, propulsé tete d'affiche d'un blockbuster hollywoodien.

- Bill Nighy et John Kassir (VF : Georges Claisse ; VQ : René Gagnon) : le général Fallon, le géant à deux têtes
- Ian McShane (VF : Patrick Floersheim ; VQ : Éric Gaudry) : le roi Brahmwell
- Stanley Tucci (VF : Bernard Alane ; VQ : Jacques Lavallée) : Roderick, le conseiller du roi
- Warwick Davis (VF : Éric Missoffe ; VQ : Bernard Fortin) : le vieux Hamm
- Ewen Bremner (VF : Laurent Morteau ; VQ : Nicolas Charbonneaux-Collombet) : Wicke
- Eddie Marsan (VF : Patrick Borg ; VQ : Frédéric Desager) : Crawe
- Christopher Fairbank (VF : Richard Leroussel ; VQ : Jean-Marie Moncelet) : l'oncle de Jack
- Ralph Brown (VF : Patrick Bonnel ; VQ : Jean-Luc Montminy) : le général Entin
- Angus Barnett : Foe
- Ben Daniels : Fumm
- Simon Lowe (VQ : Benoît Éthier) : Moine
- Philip Philmar : le géant cuisinier
- Peter Elliott (en) : le géant au clairon
- Steven Williams : le maître des secrets
- Aaron Jackson : un soldat
- Isabelle Fuhrman (VF : Émilie Rault) : la princesse Melinda

Sources et légendes : Version française (VF) sur AlloDoublage et Version québécoise (VQ) sur doublage.qc.ca

## Production

### Genèse et développement
Le projet nait de l'envie du scénariste Darren Lemke (en) de moderniser Jack et le Haricot magique et d'en faire un film avec les effets spéciaux numériques de l'époque. Il fait par ailleurs un parallèle entre le héros Jack et Luke Skywalker. En janvier 2009, New Line Cinema engage D. J. Caruso comme réalisateur, alors que le script est retravaillé par Mark Bomback. Bryan Singer remplace finalement D. J. Caruso à la réalisation en 2009,.
Bryan Singer remanie ensuite le script avec l'aide de son collaborateur habituel Christopher McQuarrie :

« Chris McQuarrie a fait une réécriture importante pour moi. Il a apporté une structure différente. C'était vraiment une situation de première page ; un scénario différent. Cela impliquait les mêmes personnages, mais nous avons jonglé et inversé certains. Il a juste apporté une perspective très différente. »

— Bryan Singer
Pour coller davantage au budget, Bryan Singer fait également appel à Dan Studney, scénariste de télévision.

### Attribution des rôles
En novembre 2010, Bryan Singer réalise des bouts d'essai pour les rôles principaux. Aaron Taylor-Johnson, Nicholas Hoult et Aneurin Barnard sont envisagés pour le rôle de Jack alors qu'Adelaide Kane, Lily Collins et  Juno Temple sont testées pour celui de la princesse
,.

### Tournage
Le tournage a lieu en Angleterre. Il se déroule notamment dans divers studios britanniques (Longcross Studios, studios d'Elstree, studios de Shepperton), ainsi que dans le Surrey (Farnham, château de Hampton Court), dans le Norfolk (cathédrale de Norwich) et dans le Somerset (Wells). Quelques scènes sont tournées dans la forêt de Dean, car le réalisateur voulait avoir certains décors réels :

« Je voulais que ces mondes, bien que stylisés, soient tous deux ancrés dans la réalité, et du coup, je me suis servi de ces endroits qui avaient déjà beaucoup à offrir d’un point de vue esthétique et historique. Nous avons toujours essayé de nous appuyer sur des espaces naturels qui existaient vraiment. »

— Bryan Singer
Pour la première fois de sa carrière, Bryan Singer a ici recours à la capture de mouvement.

## Bande originale
John Ottman compose à nouveau la bande originale d'un film de Bryan Singer, après Ennemi public (1993), Usual Suspects (1995), Un élève doué (1998), X-Men 2 (2003), Superman Returns (2006) et Walkyrie (2008). John Ottman officie également comme monteur et producteur sur ce film.
Liste des titres
| 1.      | Jack and Isabelle (Theme from Jack the Giant Slayer) | 3:56 |
| 2.      | Logo Mania                                           | 1:00 |
| 3.      | To Cloister                                          | 1:28 |
| 4.      | The Climb                                            | 2:41 |
| 5.      | Fee Appears                                          | 3:16 |
| 6.      | How Do You Do                                        | 2:23 |
| 7.      | Why Do People Scream?                                | 3:17 |
| 8.      | Story of the Giants                                  | 3:22 |
| 9.      | Welcome to Gantua                                    | 4:12 |
| 10.     | Power of the Crown                                   | 1:21 |
| 11.     | Not Wildly Keen on Heights                           | 2:19 |
| 12.     | Sans titre                                           | 2:30 |
| 13.     | The Legends Are True / First Kiss                    | 3:43 |
| 14.     | Roderick’s Demise / The Beanstalk Falls              | 5:36 |
| 15.     | Kitchen Nightmare                                    | 3:24 |
| 16.     | Onward and Downward!                                 | 3:19 |
| 17.     | Waking a Sleeping Giant                              | 2:21 |
| 18.     | Chase to Cloister                                    | 5:19 |
| 19.     | Goodbyes                                             | 2:29 |
| 20.     | The Battle                                           | 5:31 |
| 21.     | Sniffing Out Fear / All is Lost                      | 5:07 |
| 22.     | The New King / Stories                               | 4:17 |
| 1:12:51 |                                                      |      |

## Sortie et accueil

### Accueil critique

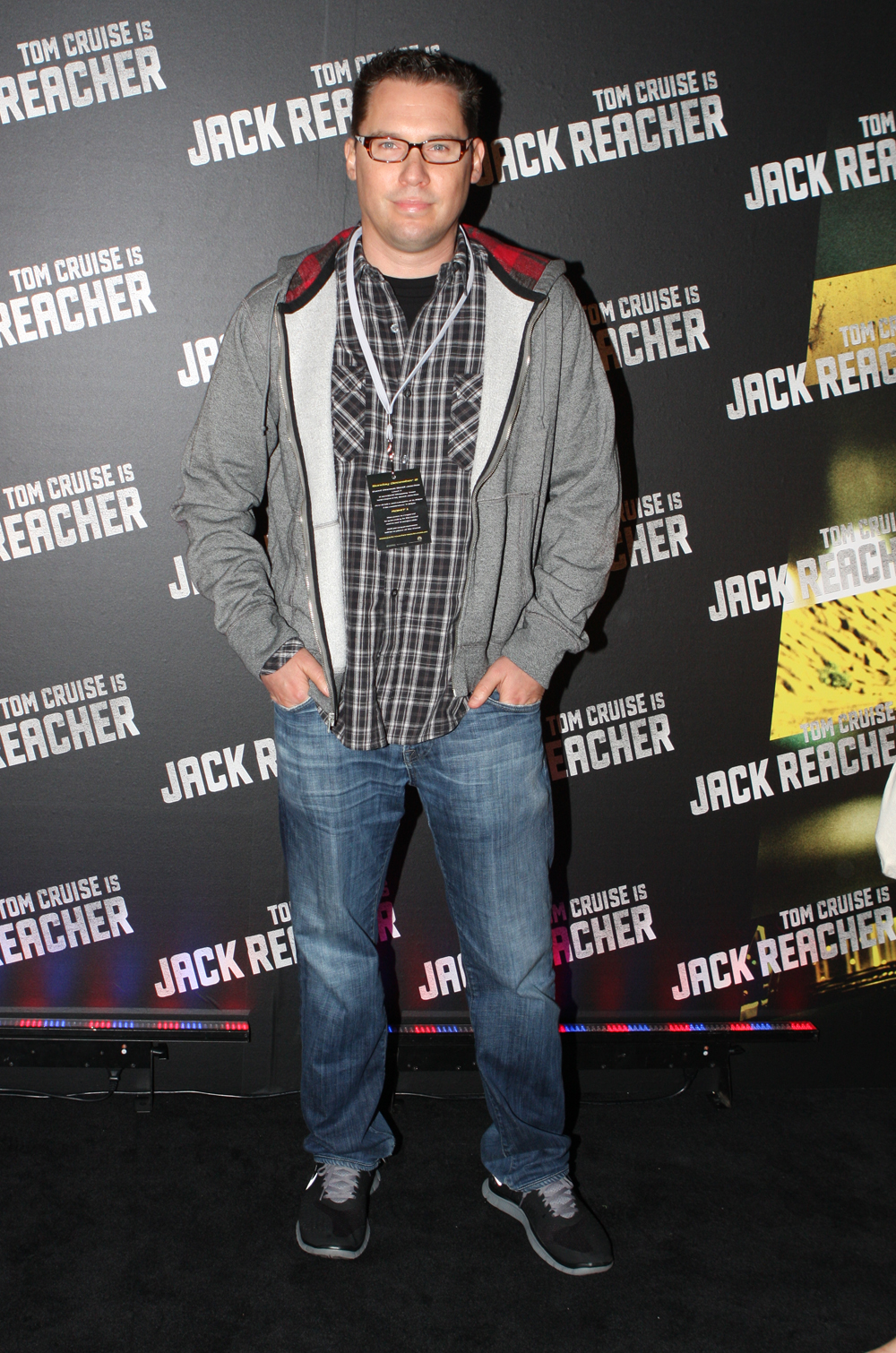
Le réalisateur Bryan Singer l'année de tournage du film.

Le film reçoit des critiques partagées. Sur l'agrégateur américain Rotten Tomatoes, il récolte 52% d'opinions favorables pour 208 critiques et une note moyenne de 5,7⁄10. Le consensus du site résume les critiques compilées : « C'est joué avec enthousiasme et raisonnablement amusant, mais Jack the Giant Slayer est également submergé par les effets numériques et une histoire fade et impersonnelle ». Sur Metacritic, il obtient une note moyenne de 51⁄100 pour 37 critiques.
En France, le film obtient une note moyenne de 2,5⁄5 sur le site AlloCiné, qui recense 19 titres de presse.

### Box-office
Le film est un des plus gros échecs au box-office. La recette du film est de 197,5 millions de dollars. D'après les studios Warner Bros, ils auraient perdu (environ) 96,25 millions de dollars[réf. nécessaire].
| Pays ou région    | Box-office      | Date d'arrêt du box-office | Nombre de semaines |
| ----------------- | --------------- | -------------------------- | ------------------ |
| États-Unis Canada | 65 187 603 $    | 13 juin 2013               | 15                 |
| France            | 564 120 entrées |                            | -                  |
| Total mondial     | 197 687 603 $   | -                          | -                  |